# Orden Masónica Tradicional Italiana
La Orden Masónica Tradicional Italiana (en italiano: Ordine Massonico Tradizionale Italiano; abreviado a O.M.T.I.) - es, como ya se ha destacado en el título, una orden iniciática, que no es sinónimo ni se identifica con la obediencia, según la conocida distinción de Marius Lepage,1 para la cual "la orden masónica conserva y propaga la esencia iniciática del movimiento" frente a las obediencias, que son "instancias casi contingentes, sometidas a las modas y vicisitudes de la época, pero también a las peculiaridades culturales y nacionales". De ello se deduce que el elemento central de la camaradería es la logia, lugar de máxima expresión de la experiencia iniciática, concepto que se encierra en la expresión de Lepage del "masón libre en una logia libre" donde se cultiva ante todo la libertad de pensamiento. Además, la práctica del término obediencia ha mostrado en la actualidad un significado decadente de jerarquía y sometimiento que es inadmisible en un contexto social marcado por valores de democracia e igualdad (igualdad de oportunidades).
Sobre estas premisas Luigi Pruneti ha sido capaz de elaborar su definición de la experiencia masónica, entendiéndola como "un fenómeno asociativo complejo, por lo tanto se articula en diferentes niveles; en otras palabras es como un poliedro que muestra diferentes lados. Por consiguiente, es un camino espiritual y una comunión iniciática; es una escuela de valores y un método de crecimiento civil y social; es un espacio de agregación donde personas diferentes en cuanto a sexo, extracción social y preparación cultural se encuentran en un nivel absolutamente igual; es un camino de conocimiento, donde el lema socrático "Sé que no sé" actúa como guía; es un itinerario por etapas, a lo largo del cual quien sabe mirar dentro de sí mismo puede comprender mejor al otro desde sí mismo".2

## Esbozo histórico
La Orden Masónica Tradicional Italiana es una comunión que incluye 92 logias distribuidas por toda Italia, en su mayoría logias mixtas de hombres y mujeres, logias de hombres y logias de mujeres; y con talleres en el extranjero (Berlín, San Petersburgo, Santo Domingo, Varsovia) y triángulos en Italia y en el extranjero (Pisa y Londres).3
La Orden Masónica Tradicional Italiana fue creada por hermanos y hermanas que, insatisfechos con sus experiencias masónicas previas, se reunieron en tres asambleas constituyentes sucesivas, celebradas en Viterbo y en Roma en el invierno-verano de 2017. La Comunión nació oficialmente en Lecce el 24 de junio de 2017, con una solemne sesión fundacional en la que participaron más de 400 hermanos y hermanas.
Desde el punto de vista administrativo, fue establecida un poco antes en Roma, con la forma jurídica de una asociación cultural, por Luigi Pruneti,4 después de haber renunciado a la Gran Logia de Italia, donde se había iniciado en 1974. El estatuto de la Asociación, redactado de acuerdo con las obligaciones legales, fue presentado a la Agencia Tributaria.
El comienzo de las actividades se caracterizó por una regencia del propio Pruneti hasta que se completó la estructura constitucional y se convocaron elecciones democráticas, que lo confirmaron como Gran Maestre a la cabeza de la comunión para el trienio 2018-2021.
En la actualidad, la comunión cuenta 1200 adherentes,5 lo que la convierte en la tercera más grande de Italia por el número de miembros en la vasta pluralidad de comuniones italianas.

## Principios y métodos
La vida de la Orden incluye una actividad interna de las logias de crecimiento personal de sus miembros en términos de formación intelectual y moral, dirigida a la plena realización y defensa de los valores humanos de libertad, igualdad, fraternidad, tolerancia, respeto al prójimo, solidaridad con el rechazo de toda discriminación; el estudio y la práctica de una metodología relacional, según el aforismo del filósofo masónico Guido Calogero,6 con el desarrollo del diálogo empático: "Comprende al otro como te gustaría que se hiciera contigo", y con la aplicación de la duda metodológica en la búsqueda de la verdad. En cuanto al camino iniciático, es decir, una experiencia transformadora con el método masónico, que incluye el estudio del simbolismo, en la didáctica del silencio y del habla, en el paso del "yo" al "nosotros", tiene por objeto la maduración de un sentido de tolerancia, ya no concedido sino de reconocimiento del valor del otro por él mismo.
La actividad exterior de la Orden apoya y facilita el compromiso social de las logias, bajo la bandera del estricto respeto del principio de legalidad, en el ámbito de la promoción cultural, con especial pertinencia a la lucha contra la ignorancia y los prejuicios; el fomento de la solidaridad, y la promoción y protección de los valores de la masonería.
La Ordine Massonico Tradizionale Italiano tiene una estructura pública abierta a todos, el Ateneo Tradicional Mediterráneo,7 que se configura legalmente como una "asociación de derecho privado dedicada al estudio, profundización y difusión de las disciplinas humanísticas tradicionales", uno de los instrumentos para intervenir culturalmente en la sociedad.
La referencia de la tradición filosófica de la O.M.T.I. incluye las Constituciones de James Anderson en 1723, los Estatutos Generales de la Sociedad de Masones Libres de Nápoles en 1820. La referencia ritual reside en los Rituales R.S.A.A. para la Masonería simbólica de Salvatore Farina de 1960. De acuerdo con el principio de autonomía y soberanía de la logia, la libertad de adoptar otro ritual se reconoce sobre la base del proyecto iniciático elegido, sujeto a la aprobación del Gran Consejo de la Orden de acuerdo con los principios constitucionales de la O.M.T.I.
Uno de los rasgos distintivos de la Comunión es la absoluta gratuidad de cualquier cargo social, sin siquiera el reembolso de los gastos, manteniendo los costes de la pertenencia tranquilos con economías rigurosas, permitiendo así una mayor accesibilidad a todas las clases sociales.

## Estructura
El principio en la base de la estructura estructural de la O.M.T.I. es el democrático, por lo tanto todos los cargos sociales son elegidos y temporales. Los órganos corporativos, basados en la tripartición de poderes, están constituidos por la Gran Asamblea de Venerables Maestros para la competencia legislativa, el Gran Consejo de la Orden para la competencia ejecutiva, el Tribunal Nacional para la competencia judicial. La estructura constitucional no está cargada de figuras intermedias entre la sede y los territorios, además de la expresión natural de los Grandes Consejeros.
La O.M.T.I. prevé un camino iniciático de tres grados: Aprendiz, Compañero y Maestro, por lo tanto, considerando la formación masónica completa con el logro del grado de Maestro, no reconoce más grados superiores al tercero. Sin embargo, habiendo comprobado la validez de los caminos de profundización y perfeccionamiento del tercer grado, llamados Ritos, admite una pluralidad de cuerpos rituales, de los cuales los Jefes forman el Gran Consejo del Rito, que emite una opinión opcional a las deliberaciones de la Gran Asamblea. Actualmente, el Rito Escocés Antiguo y Aceptado - R.S.A.A. - y el Rito Egipcio de Misraim han sido reconocidos con protocolo de acuerdo.
El Gran Maestre y los Grandes Consejeros, miembros del Gabinete de Presidencia, no gozan de ninguna inmunidad jurisdiccional por hechos y comportamientos ajenos a su cargo, en cumplimiento del principio de igualdad.
La jurisdicción interna es ejercida por la Corte Nacional, de acuerdo con las reglas de arbitraje, dividida en secciones periféricas y centrales, dando todas las garantías de defensa, imparcialidad y rapidez.8

## Relaciones
La Orden Masónica Tradicional Italiana se sitúa en el ámbito de la masonería liberal o adogmática, bajo la bandera del principio de universalidad, que no excluye de las relaciones a ningún masón que haya sido iniciado o recibido en una logia de una comunión legítima. En consecuencia, su actividad relacional se ha dirigido en esa dirección, tejiendo relaciones de amistad y reconocimiento con 75 obediencias, órdenes y ritos masónicos tanto nacionales como extranjeros.  En particular, la Orden está actualmente afiliada a organizaciones masónicas internacionales como la Unión Masónica Internacional C.A.T.E.N.A.,  la Confederación Interamericana de Masonería Simbólica-CIMAS, y el CLIPSAS-Centre de liaison et d'information des puissances maçonniques signataires de l'appel de Strasbourg.9